# Hiroyuki Mae
Hiroyuki Mae (前 寛之 Mae Hiroyuki?), född 1 augusti 1995 i Hokkaido prefektur, är en japansk fotbollsspelare.
Mae började sin karriär 2013 i Consadole Sapporo (Hokkaido Consadole Sapporo). Han spelade 37 ligamatcher för klubben. 2018 flyttade han till Mito HollyHock.